# Mego
Mego, 2006 als editions mego neu gestartet, ist ein Label für experimentelle, vornehmlich elektronische Musik und wurde 1995 gegründet. Das Label hat seinen Sitz in Wien und besaß kurzzeitig auch eine Vertretung in Berlin.

## Geschichte
Mego wurde 1994 gegründet und war inspiriert von der schnellen und internationalen Strategie der Techno und Rave-Szene, der alle drei damals angehörten. Die erste Veröffentlichung war eine eigene Maxi der Gründer als „General Magic & Pita“, die Fridge Trax EP, die ausschließlich die Klänge von Kühlschränken verwendete. Die Platte wurde ein kleiner Erfolg, ebenso wie die direkt folgende Maxi Die Mondlandung, die auf der originalen Übertragung der Mondlandung von 1969 basierte.
Unter den Wiener Musikern hatte sich verbreitet, dass es mit Mego jetzt ein Label für experimentelle elektronische Musik in der Stadt gäbe und ein Portefeuille stellte sich ein: innerhalb kurzer Zeit erschienen Veröffentlichungen von Stützpunkt Wien 12, DJ DSL, Sluta Leta, aber auch von Fennesz und Farmers Manual, letztere zwei Acts, die dem Label lange eng verbunden waren.
Im Zeitraum von 1995 bis 2005 brachte Mego es auf rund 75 Veröffentlichungen, bevor das Label im Juni 2005 aufgelöst wurde. Ein Nachfolgelabel editions mego, welches die alte Katalognummerierung fortsetzte, wurde 2006 gestartet. Editions Mego gewährleistete, dass alte Veröffentlichungen lieferbar blieben als auch neue Veröffentlichungen ermöglicht wurden.
Mego-Künstler waren Fennesz (siehe Endless Summer), Merzbow, Jim O’Rourke, Radian, Farmers Manual, Stephen O’Malley sowie Russell Haswell, KTL, Chra (Christina Nemec) und andere. Als Sublabel existierte zeitweise das Netlabel „Falsch“, auf dem über 60 weitere Werke von Mego-Künstlern, aber auch anderen Musikern wie Сон, Merzbow oder Kim Cascone erschienen.

## Rezeption
1999 erhielt das Label selbst und 2003 eine seiner Veröffentlichungen eine Prix-Ars-Electronica-Auszeichnung in der Sparte „Digitale Musik“. Die Zeitschrift The Wire bezeichnete Mego 2003 als „eines der wichtigsten und einflußreichsten Labels für elektronische Musik in der letzten Dekade.“. John S nannte editions mego 2009 in Rock-A-Rolla das „vitalste Label experimenteller Elektronik und digitaler Musik der Gegenwart“.